# Контрада Бигени
Контрада Бигени је насеље у Италији у округу Сиракуза, региону Сицилија.
Према процени из 2011. у насељу је живело 53 становника. Насеље се налази на надморској висини од 166 м.